# Коллинз, Джон (математик)
Джон Ко́ллинз  (в части источников — Коллинс, англ. John Collins, 25 марта 1625 — 10 ноября 1683) —  английский математик, член Лондонского королевского общества (с 1667 года). Труды по тригонометрии, картографии, бухгалтерскому делу.
Наиболее известен своей обширной перепиской с ведущими учёными Европы, такими как Ньютон, Валлис, Борелли, Лейбниц и многие другие. Переписка Коллинза представляет исключительную историческую ценность, она содержит подробности многих открытий того времени, причём Коллинз сыграл немалую роль в обсуждении и подготовке публикации этих достижений. Барроу называл Коллинза «английским Мерсенном».

## Биография
Джон Коллинз родился в Вуд-Итоне (Оксфордшир) в 1625 году в семье бедного пастора-нонконформиста, Некоторое время учился в гимназии. В 13-летнем возрасте остался сиротой, с этого момента ему пришлось самому зарабатывать себе на жизнь. В возрасте 16 лет Коллинз поступил в ученики книготорговца в Оксфорде, но вскоре ему пришлось бросить торговлю из-за невзгод революционного времени. В это время Коллинз всерьёз увлёкся математикой, но разразившаяся гражданская война в Англии вынудила его провести семь лет (1642—1649) на морской службе; свободное время он неизменно посвящал изучению математики и латыни. По окончании службы устроился в Лондоне учителем (1649—1660), далее работал на разных должностях, преимущественно в качестве бухгалтера в различных организациях.
В 1652 году он опубликовал книгу «Введение в торговые счета». Книга пользовалась успехом и была переиздана в 1665 году, однако большая часть тиража погибла во время Великого лондонского пожара; в 1674 году вышло третье, дополненное издание. Затем Коллинз написал «Сектор квадранта» и «Описание и использование общего квадранта с перевёрнутой горизонтальной проекцией» (1658). В 1659 году появились новые его труды: «Geometricall Dyalling», и «The Mariner's Plain Scale new Plained», трактат о навигации для военно-морского флота Ост-Индской компании . Труд был хорошо принят и надолго стал учебником для студентов, изучающих навигацию.
После реставрации монархии (1660) Коллинз был назначен сначала бухгалтером акцизного управления, затем бухгалтером канцелярии и секретарем совета плантаций, сменив последнюю должность в 1672 году на должность управляющего конторой. Он мечтал заниматься книгоизданием трудов по современным достижениям математики и других наук, однако осуществить этот план ему не удалось. Тем не менее переписка Коллинза с крупнейшими учёными Англии и континентальной Европы стала чрезвычайно активной.
24 октября 1667 года Коллинз был избран членом Королевского общества и одновременно назначен библиотекарем Общества. Историк Герберт Тёрнбулл писал, что «он, кажется, был Варнавой среди этих математических апостолов, его такт и преданность в успокоении упрямых и привлечении сдержанных выше всяких похвал». Современники описывали Коллинза как доброжелательного и общительного человека, большого любителя музыки (он прекрасно играл на виолончели).
Коллинз активно помогал продвигать многие важные публикации. С помощью Коллинза вышли из печати «Оптические и геометрические лекции» Исаака Барроу, а также его издания Аполлония и Архимеда; Коллинз способствовал изданию «Алгебры» Джона Керси и «Истории алгебры» Валлиса. Он принимал активное участие в представлении в прессе «Astronomical Remains» Джереми Хоррокса. Среди корреспондентов Коллинза были, в частности:
- Барроу, Исаак
- Борелли, Джованни Альфонсо
- Валлис, Джон
- Грегори, Джеймс
- Грегори, Дэвид
- Гюйгенс, Христиан
- Лейбниц, Готфрид Вильгельм
- Ньютон, Исаак
- Ольденбург, Генри
- Слюз, Рене де
- Чирнгауз, Эренфрид

При работе с морскими картами Коллинз сделал вывод о логарифмических отношениях между параллелями и локсодромами на одном и том же курсе; этот факт стал частью проекции Меркатора, разработанной Меркатором.
В 1671 году Коллинз переехал в Вестминстер. Примерно в это же время женился на Беллоне Остин, одной из двух дочерей Уильяма Остина, главного повара Карла II. По мере того, как его семья увеличивалась, Коллинз стал испытывать серьёзные финансовые трудности.  В 1672 году положение несколько улучшилось, Коллинз стал одним из клерков Монетного Двора.
В 1676 году Лондон посетил Лейбниц, который встретился с Коллинзом и имел с ним продолжительную беседу. Дальнейшая их переписка была использована Обществом в полемике Ньютона и Лейбница в качестве доказательства заявленного Ньютоном приоритетного авторства исчисления бесконечно малых.
Коллинз умер 10 ноября 1683 года в своём доме на Гарлик-Хилл в Лондоне от простудного заболевания (по другим данным, от туберкулёза) и был похоронен в приходской церкви Святого Иакова. Его «Арифметика целых и дробных чисел, как обыкновенных, так и десятичных была опубликована Томасом Плантом в 1688 году посмертно.
Библиотека Коллинза насчитывала более 2000 книг и множество манускриптов. В 1685 году вышло посмертное расширенное издание его «Учения о десятичной арифметике», подготовкой которого он занимался примерно за год до смерти. Первое издание было напечатано в 1664 году.
Примерно через двадцать пять лет после смерти Коллинза его книги и документы перешли во владение Уильяма Джонса. Королевское общество издало эти материалы под названием «Commercium_Epistolicum».

## Основные труды
- An introduction to merchant's accounts. 1652.
- The sector on a quadrant. 1658.
- Geometrical dialling. 1659.
- The mariner's plain scale new plained. 1659.
- Doctrine of Decimal Arithmetick. 1664.